# عودة الأشهب
عودة الأشهب (أبو عدنان) ؛ مناضل وسياسي وأسير فلسطيني سابق، ولد في مدينة الخليل ( قلعة بيت الأشهب) عام 1922، التحق بالانتفاضة الأولى في عام1936. من مؤسسي الحركة العمالية قبل النكبة في سنة 1938. انضم للحزب الشيوعي الفلسطيني عند خروجه من السجن عام 1941. ساهم في وضع اللبنة الأولى في إنشاء صحيفة " الإتحاد" التي أصبح مراسلا لها في القدس.

## سيرته[3]
ينتمي عودة الأشهب لعائلة من عدة أفراد تتكون من أربع شقيقات وأربع أشقاء. درس بالخليل حتى الصف الثالث الابتدائي، ثم بدأ بالعمل في حانوت للخضر في القدس، بسبب الوضع المادي للعائلة، حيث عمل أجيرا بالقدس في باب الخليل مقابل القلعة، وكان يعمل في توصيل الحاجيات إلى المنازل عبر الدراجة الهوائية، وأصبح يذهب إلى مدرسة المسجد الأقصى في المساء، حيث كانت بالمجان. تزوج مبكرا في الثالثة والعشرين من عمره، وأنجب ثلاث بنات وولد.
أقام الاشهب في حي وادي النسناس قريباً من مطبعة الاتحاد التي عمل بها اكثر من 36 عاما، منذ 1951 حتى تقاعده في سنة 1987.
كان الاشهب يعشق الخليل والحرم الإبراهيمي حيث كان قريب من منزله الذي وُلد فيه، وقد تنقل بين الخليل والقدس في طفولته. اعتقل الأشهب من طرف الاستعمار البريطاني في بداية الأربعينات لانه كان ينتمي الى الثوار، واعتقله الجيش المصري من الخليل، ونقله من غزة إلى معتقل سيناء، بعدها أقيمت دولة اسرائيل، ووفق اتفاقية وقف إطلاق النار، تم نقله مع الأسرى من سيناء إلى سجن بئر السبع، ثم تم نقلهم إلى معتقل في مدينة قطرة، وبعدها الى معتقل في قرية سيدنا، ثم إلى معتقل الجليل، بعدها تم نقلهم إلى معتقل "صرفند" بين يافا والرملة، وفي اوائل مايو/أيار 1949تم نقلهم إلى الناصرة. وبعد أن أفرج عنه في يونيو/حزيران 1949، غادر الاشهب الناصرة للعيش في حيفا، ولم يعد إلى الخليل؛ حيث كانت تحت الحكم الاردني.

يقول الأشهب بصدد اعتقاله من طرف الانجليز : 
"اعتقلوني لأنني كنت أناضل ضدهم، وأشارك بالمظاهرات، ضربنا (القشلة) وهو مركز الشرطة في القدس، فطاردونا، وأطلقوا الرصاص في الهواء. كانوا يضربون الناس بالعصي، وبعد ثورة 1936، وحتى 1939، صار الإنكليز يعاملون العرب بطريقة سيئة، وكانوا يدافعون عن اليهود حتى يكسبوهم، لذلك اعتبر العرب أن اليهود والإنكليز أعداءهم..."
 ويضيف:
 "فلسطين لم تعرف الاستقلال. استعمرها الأتراك، وبعدهم الإنكليز، وحالياً إسرائيل. في مقتبل حياتي شعرت أنني يجب أن ألعب دوراً مؤثراً.."

وحين سئل في حفل تكريمي أقيم على شرفه، عن سر تمتعه بالصحة رغم تقدم سنه ورحلته النضالية الطويلةقال :
 "هناك مثل شعبي يقول (الإنسان حكيم نفسه). أنا لم أقترب من التدخين أو الكحول، وأتناول الطعام الصحي فقط، وإذا كان غير متوفر أنتظر، كما أنني أحب الناس، ولا أؤذي أحداً".

## إنجازاته
- تأسيس الحركة العمالية في سنة 1938، إذ كان أحد أعمدتها مع المناضل فؤاد نصار. يقول في هذا الصدد: "عندما اندلعت الحرب، قرر اليسار إنشاء حركة عمال، فاجتمعنا في يافا سنة 1938، ونشأت الحركة العمالية، وكان قائدها سليم القاسم، ولاحقاً انتشرت فروعها، وسميناها مؤتمر العمال العرب، وكنت أحد سكرتيرين للمؤتمر، كان فؤاد نصار يدير اللجنة المركزية في الشمال، وكنت أديرها في الجنوب".
- أصدر الأشهب كتابين هما "تذكرات عودة الأشهب ...صفحات من الذاكرة الفلسطينية" الصادر عن جامعة بيرزيت في مارس/آذار 1999 ،و"اليسار العربي " بالاشتراك مع شقيقه المناضل نعيم الاشهب.

## الآراء حوله
قال عنه الكاتب والمربي فتحي فوراني: 
" إن عودة الأشهب رجل صافي الذهن، ذو ذاكرة رادارية ذكية، تحفظ أدق التفاصل لأحداث حدثت قبل سبعين وثمانين عامًا، يستحضر الماضي مهما بعُد ويضعه أمامنا وجهًا لوجه بحلوه ومرّه."
 وأضاف:
 "لقد حمل أبو عدنان الرسالة واختار طريق النضال المليئة بالتحديات، وخاض المعارك الكفاحية من أجل غد أفضل لشعبه، وكان طريقه طويلًا ومزروعًا بالشوك والحجارة والزجاج والألغام ومليئًا بالنضال والكفاح والقصص والمغامرات والتحديات والجوع والاعتقال والأسر والحرمان..كل هذا وغيره من أجل الحياة الحرة  الكريمة."
 وفي كلمته عن عودة الأشهب قال المحامي  وليد الفاهوم:
 " لم أتردد يومًا في قول كلمة حق لإنصاف من ظُلموا. إن إنصاف الأشهب في حياته لواجب أخلاقي، حيث ظلم الأخ عودة ليس فقط من قبل الأعداء بل من ذوي القربى أيضا ... بعد أن قرأت كتابه لم أستطع أن أقف على الحياد، إن سجن كتاب هو سجن لصاحبه وإعدام للكلمة وخاصة كتابة التاريخ، تاريخ الرواية الفلسطينية."